# Giuseppe Germani
Giuseppe Germani (Ceneselli, 7 settembre 1896 – Trieste, 17 luglio 1978) è stato un calciatore e arbitro di calcio italiano, di ruolo attaccante.

## Calciatore
Gioca con il Padova due stagioni di cui una in Prima Categoria disputando in totale diciassette partite. Debutta il 13 aprile 1914 nel derby Petrarca-Padova (6-0). Gioca la sua ultima partita con i biancoscudati il 29 novembre 1914 in Padova-Venezia (3-5).

## Arbitro
Iniziò ad arbitrare subito dopo la fine della grande guerra, dopo essere stato valutato idoneo alla prima sessione di esami presso il Comitato Regionale Veneto.
Dopo un periodo di prova di due anni, all'inizio della stagione 1922-1923 la Commissione Sportiva della Lega Nord lo abilita alla conduzione delle partite di Prima e Seconda Divisione. Esordisce in Prima Divisione dirigendo la partita Bologna-Derthona 2-2 del 1º aprile 1923.
Conclude la sua carriera arbitrale dirigendo 7 gare della stagione 1926-1927 di cui l'ultima nel girone di finale l'8 maggio 1927 Milan-Torino 2-3.